# Gerhard Haatz
Gerhard Haatz (* 16. November 1947; † 19. Juni 2012) war ein deutscher Endurosportler.

## Leben
Haatz begann den wettbewerbsmäßigen Motorradgeländesport 1967 bei der Gesellschaft für Sport und Technik. 
National wie international startete er auf Simson und wurde 1969 Zweiter in der Klasse bis 50 cm³ der Wertung zum DDR-Meister im Endurosport. Er wiederholte diesen Erfolg in den Jahren 1970 und 1971. 1972 wechselte er in die Klasse bis 75 cm³ und wurde auch hier im ersten Jahr Zweiter in der Meisterschaftswertung. Im Folgejahr konnte er zum ersten Mal den Titel in dieser Klasse erringen. 1975 ging er in der Klasse bis 125 cm³ an den Start und fuhr seinen zweiten DDR-Meistertitel ein.
Daneben startete Haatz auch in der Enduro-Europameisterschaft (a). Von 1972 bis 1975 ging er in der Klasse bis 75 cm³ an den Start und erreichte 1972 und 1973 jeweils den dritten sowie 1974 und 1975 jeweils den zweiten Platz. 1976 und 1977 fuhr er in der Klasse bis 100 cm³ und erreichte in der Gesamtwertung den vierten bzw. sechsten Platz. 1978 ging er letztmals in der Enduro-EM an den Start und erreichte in der Klasse bis 75 cm³ den sechsten Platz.
Mit der Nationalmannschaft der DDR nahm er erstmals 1971 an der 46. Internationalen Sechstagefahrt auf der Isle of Man teil und erreichte im Silbervasenwettbewerb den achten Platz. Bei der 47. Internationalen Sechstagefahrt im Jahr darauf schied er unglücklich mit Motorschaden am Finaltag aus, auch alle weiteren Fahrer waren während des Wettbewerbs ausgeschieden und die Mannschaft erreichte lediglich den 19. Platz. 1973 war er wieder im Aufgebot im Kampf um die Silbervase. Diesmal wurde die Mannschaft nach dem ersten Fahrtag, wie auch die World-Trophy-Mannschaft der DDR, von ihrer Mannschaftsleitung wegen „offenbar ungeeignetem Zweitakt-Motorenöl“ vom Wettbewerb zurückgezogen. Auch 1974 und 1975 war er im Teil der Nationalmannschaft und erreichte mit ihr den neunten bzw. elften Platz, wobei er 1975 am fünften Tag wegen eines Getriebeschadens zur Aufgabe gezwungen war. Im Jahr darauf wurde er zum ersten und einzigen Mal in das Team im Wettbewerb um die World Trophy berufen, die Mannschaft erreichte den dritten und Haatz damit seinen ersten Podestplatz bei den Six Days. 1977 startete er letztmals bei der 52. Internationalen Sechstagefahrt im tschechoslowakischen Považská Bystrica und wieder im Silbervasen-Wettbewerb. Die Mannschaft erreichte in der Gesamtwertung den zweiten Platz, für Haatz gleichzeitig die beste Platzierung unter allen seiner Teilnahmen.
Nach der Saison 1978 beendete er seine Karriere. Gerhard Haatz starb 2012 nach längerer Krankheit.